# 新・紺碧の艦隊
『新・紺碧の艦隊』（しん・こんぺきのかんたい）は、荒巻義雄原作の架空戦記小説であり、『紺碧の艦隊』『旭日の艦隊』の続編に当たる作品。

## 概要
世界最大の版図を持つに至った独逸神聖帝国との「休戦協定」は破れ、再び戦火の上がった後世において、前大戦と同じく「陰軍」として「世界最終大戦」を戦い抜いた、紺碧艦隊や日本の特殊部隊などの活躍を描く。
1997年に執筆を開始し2000年に同じ続編である『新・旭日の艦隊』と共に完結した。巻数は全9巻。なお、第1巻である『新紺碧の艦隊 零』は徳間書店から出版されているが、第2巻となる『壱』からは幻冬舎から出版されている（ただし2006年12月から発売された文庫版は徳間文庫として出版されており、文庫版1巻には新書版3巻分を収録、以後は新書版2巻分を文庫版に収録する構成をとり全4巻）。
コミック版は前シリーズ同様居村眞二によって描かれていたが2005年9月1日に居村が自宅で急逝し、3巻で終了となってしまった。
第3巻には「最終4巻」との予告があるため、全4巻で完結予定だったようである。コミック版『新・旭日の艦隊』の作者である飯島祐輔が未完部分の執筆を表明し、2009年4月に『新・旭日の艦隊 須佐之男死闘篇』の上巻が発売された。2009年6月25日に下巻が発売され、『紺碧』『旭日』の「艦隊シリーズ」は全て完結した。

### 題名
紺碧の艦隊を参照

## 登場人物

### 前作から登場する人物
大高弥三郎
前大戦終盤で首相を辞し、蒙古決戦の指揮を執り勝利を収めた。その後、後世東京裁判で無罪とされた後、日本国大統領に就任、対独戦の指揮を執る。
高野五十六
海軍大将。軍令部総長。
前原一征
海軍少将。紺碧艦隊司令官。活躍は変わらず最終巻でヒトラー座乗のカール大帝号を撃沈することに成功する。
文庫版の付録では海洋画家「富嶽太郎（とみたけたろう）」として生涯を終えたのだが…。
楢木滋之
海軍大佐。富嶽号艦長兼打撃チーム指揮官。
尾崎克彦
海軍中佐。亀天号艦長。
伊藤正典
海 軍中佐。須佐之男号に所属する。
川崎弘
海軍元帥。元紅玉艦隊司令長官だが前大戦末期、紅玉艦隊が解散したため建御雷の艦長を務め大戦終結後は予備役へ入れられた。その後新たに白銀艦隊が結成され司令長官に就任する。白銀艦隊が使えなくなった後は再び建御雷の指揮を執った。
本郷義昭
大高腹心の凄腕諜報員。活躍は続きチベット人に化けてヒトラー別荘に侵入し、鴨撃ち作戦で影の政府を襲撃して首領ナルメルを生け捕りにしたりといった武功を挙げる。
菊池勇人
元旭日艦隊航空巡洋戦艦虎狼所属のパイロット。当時は噴式急降下爆撃機の光武に乗っていたが転属願いを出し白銀艦隊に応募した。年齢制限に引っかかったがパイロット特例により受理された。ちなみにコミック版では歳をとった老人である。
レオン・トロツキー
東シベリア共和国首相。
コンラッド・フォン・ロンメル
自由ドイツ政府主席。
ハインリッヒ・フォン・ヒトラー
神聖欧州帝国皇帝。

### 今作から登場する人物

#### 大日本合衆国
納屋南海男
ムー大陸伝説の研究者で「南洋交易」という会社の代表も務める起業家でもある。
紺碧島要塞化工事を引き受けたため紺碧艦隊の秘密を深く知っており、資金集めも助けている。
納屋碧
納屋南海男の愛娘であり彼女の名も紺碧艦隊にちなんでいる。
当初は紺碧艦隊の秘密は少しも知らなかったが紺碧島で暮らした時に薄々感づいてしまった。
その後彼女が狙われてしまう可能性があるため、安全の面からも考え大高の秘書となる。
前原守
コミック版で登場する前原の長男。典型的なやんちゃ坊主である。
前世では数学博士であったが、真田千鶴が事故死した翌年の命日にある組織に拉致されようとしていた神宮寺博士をかばい射殺されてしまった。
真田千鶴
原作の前原一征の「隠し設定」であった「世代間転生者」を引き継いだ、コミックオリジナルヒロイン。
未来技術を大幅に取り込んでしまった、コミック版『新・旭日の艦隊』との整合性を取るために考えられたと思われるが、居村氏の逝去によってその転生の結末は永遠に未完となった。

#### アメリカ合衆国
エイブラハム・ケネディ
アイゼンハワーの後を受けた米国新大統領。前世におけるジョン・F・ケネディ。

#### 大英帝国
サー・ウイリアム
英国特殊部隊少佐。本郷と共に鴨撃ち作戦を遂行した。

#### 神聖欧州帝国
ジャコブ・フォン・ヴィンデルバント
独海軍大将。太平洋方面軍潜水艦隊総司令官。前大戦時に陸軍から海軍に配置換えされ容赦ない通商破壊戦を行ったことで「死神」と恐れられている酒好きの男。
パタゴニア要塞に帰投した所で乗艦のワグナーを撃沈され戦死する。
コミック版で配置換え前の階級が陸軍大将だったことが明かされている。また、ライフアイゼンから「酔っぱらいのバカ提督」と陰口を叩かれている。

## 登場兵器

### 日本の艦船
第三次大戦時の日本潜水艦隊の大部分は核動力艦である。
超潜伊10001 須佐之男号
紺碧艦隊3代目旗艦。
潜伊3001 亀天号
紺碧艦隊2代目旗艦。休戦中は独軍の新型艦などの調査をしていた。
特潜伊601 富嶽号
紺碧艦隊初代旗艦。休戦中に主機関を核融合炉に換装するなどし、戦闘力を強化。
潜伊501 水神号
紺碧艦隊主力型潜水艦。富嶽号と同様に戦闘力を強化。同型艦は伊502快竜号、伊503爽海号の2隻。
潜補伊701 乙姫号
紺碧艦隊付補給潜水艦。富嶽号と同様に主機関を核融合炉に換装。同型艦は浦島号、竜宮号の2隻。
「特イ型」砕氷潜水輸送艦
元は北極海海中突破洋潜輸として開発された、氷海沿岸での上陸作戦用強襲揚陸潜水艦、潜水時排水量1万2000トン。1000名の完全武装兵を輸送可能で、揚陸時は艦橋の一部を艦内に格納しドリルと高温スチームノズルで氷を割って浮上、ハッチ艦橋から浮上戦闘車（武装ホバークラフト）などを揚陸する。
対空潜水母艦「幻鯨」
前大戦で欺瞞作戦にも使われた水雷艇母艦「洋鯨」の潜水艦版。排水量1万8000トンもあり200メートル以上も潜れる。発泡セラミック製の小型特務潜「幻魚」を搭載する母艦で艦腹両舷格納庫には10艇を収容する。南米ドレーク海峡近海にて、日本海軍の南極半島独原爆秘密工場破壊の「ペンギン作戦」支援のため、駐留ドイツ軍の哨戒能力漸減に奔走した。
対空潜水艇「幻魚」
幻鯨に搭載されている対空小型潜水艇。乗員は操縦士、レーダー兼通信士、対空射手の3名。特殊な発泡セラミックでできているため被弾しても絶対沈まない（乗員区画は特殊合金で囲まれているので問題なし。非常時には離脱可能な構造）。この艇は潜水艦隊の活躍を助けるため主に哨戒機を狙う。敵機が接近すると30mm機関砲1門、20mm機関砲2門、12mm4連装機銃が対空レーダー連動により自動で弾幕を張る。ちなみに艦橋に見えるところが回転式対空砲塔である。
持国天
白銀艦隊旗艦。アメリカから輸入したエセックス級航空母艦を改造したもの。艦橋以外は空っぽで底に緩衝材を設置して急降下爆撃を受け止めてしまう。機関も積んでいないため自力航行は不可能であり航行中は亀天号に曳航されていた。コミック版では緩衝材ではなく、ハンモックのように張られた網で敵機から投下された2トン爆弾を受け止めていた。
増長天
前大戦の半ばに大量生産されたエセックス級航空母艦をアメリカから輸入したもので同型艦は「広目天」「多聞天」
練習航空戦艦「日向」
終盤で登場。後部主砲を全て外し、後部をアングルドデッキ飛行甲板化している。元々は虎狼級、信玄級建造にあたっての試験艦。
挺洋
終盤で登場した双胴式強襲揚陸艦。浅海にもそのまま突入できる反面、重心が高く時化に弱い欠点がある。
小判鮫X
本郷が鴨撃ち作戦で使用した小型潜水艇。

### 日本の陸上兵器
浮上戦闘車
南極にあった独核施設破壊作戦で使用された20名の兵員を輸送できるホバークラフト。武装は2連装機銃1基と貧弱だが、スピードを活かしての奇襲が専門なので支障は出ない。
海鋼
水陸両用歩兵戦闘車。

### 日本の航空機
電征Ⅹ
白銀艦隊に装備された最新型の電征。ジェット推進ではなくターボプロップの理由はエセックス型空母にジェット機用の設備がないためと、高齢者にはジェット機の強力なGに耐えられる保証がないため。カナード機である。
海零
水上戦闘飛行艇で噴式機。エンテ式の飛行艇という変わった機体だが島々のラグーンを使い敵を邀撃するために作られた。空中投下式の対潜ホーミング魚雷を1発搭載できるため対潜攻撃にも使える。
出雲
飛行船型の早期警戒機。
海魔
『旭日の艦隊』の終盤で登場した同名の航空機とは別物でWIGで低空飛行を行う大型多用途哨戒機。
大型旅客飛行艇　照雲（しょううん）
大型4発の噴式飛行艇。前大戦で使われた軍用武装旅客機「白鳳」とは違い舟形胴を持った大型機。
第3巻挿絵に描かれた機体形状は、（翼懸架式双発エンジンナセルと一体の大型フロートを持つ以外は）偶然にもロシア製ジェット飛行艇「ベリエフ設計局 Be-200」に酷似している。帝都隅田川の水上機専用飛行場から、南洋航路へ向かう便などとして使われている。

### ドイツの艦船
カール大帝号
終盤で登場した大型原子力潜水艦。船体に大型核魚雷「大王魚雷」を装備している。
ビスマルク改級
ビスマルク級戦艦の改良型。38cm主砲を52口径に延長して破壊力・射程を強化し、また新型機関の採用と艦首延長で無理をしなくても32ノットの速力を出せる様になっている。
海中戦艦ワグナー
シンフォニー型3番艦で太平洋方面軍潜水戦隊旗艦、排水量2万9千トン。魚雷装備はなく、艦首側に45口径二連装40サンチ砲塔2基、艦後部には対空火器を多数持ち、「潜水可能な海上艦」といった運用形態である。潜水艦と見れば致命的な騒音を放つ、巨大で独特の二重反転スキュードドリルスクリューを艦尾に備え、いざとなれば後進航行で結氷海域を航行可能な「破氷型潜水戦艦」でもある。パタゴニア要塞で須佐之男号が敷設した海底魚雷によって護衛戦隊共々撃沈される。
ブラーテン（焼き肉）型潜水艦
艦隊随伴護衛潜水艦。航続距離を短くした代りに水中速度を高めている。艦首には高性能ソナーを装備。シンフォニー型と陣形を組む場合は5艦一組で対潜護衛に当たる。ワグナー随伴戦隊は目立った活躍もなく旗艦と運命を共にする羽目となった。
ゲヴィッタァ（雷雨）1400型潜水艦
通商破壊戦用に開発された新型潜水艦。深度100メートルからの雷撃が可能（発射管6門）。この艦で戦隊を組み（一戦隊=5隻）、ドイツ版の海中打撃戦隊になる。
帝国海軍との初顔合わせでは、白銀艦隊の奇計と紺碧打撃艦隊の戦術により、2艦が船体破損により降伏・拿捕、残りは撃沈された。
ジークフリート級
排水量7万200トンの潜水戦艦。

### ドイツの航空機
P1095X デートリッヒ
V字型尾翼が特徴的な、全天候型長距離双発ジェット戦闘機。機体コードから、前世メッサーシュミット社製計画機の後世版と見られるが、形状は単座にしたフーガ・マジステール風で、主翼付け根の大型エンジンナセル（後世ダイムラー製ジェットエンジン）、後退翼を持った機体である。武装は機首の20ミリ機関砲2門、熱線誘導式空対空ミサイル「雷（ドンナァン）」。数で勝る米「トムソーヤ」戦闘機相手に互角に戦えるだけの性能を見せた。
ハインケル He 170
前大戦「天極作戦」にて、独ニュールンベルグ原爆製造工場上空で遭遇した「ハインケルの新型ジェット」の改修機と見られる。背負い型ジェットエンジンと、ハの字に傾いた垂直尾翼が特徴。

### アメリカ
M52 エイブラムス
米軍の新主力戦車。主砲は蒙古と同じく105mm砲。コミック版での外観はM1エイブラムスそのものだった。
シャーマン対空戦車
余剰となったM4中戦車をベースにした対空戦車。ガトリング砲搭載型と対戦車攻撃にも使えるミサイルランチャー搭載型がある。
ベル P83V トムソーヤー
900kg爆弾2発を装備出来る、重装甲の戦闘爆撃機。前世米国初のジェット戦闘機「P-59 エアラコメット (Airacomet)」を設計ベースに大型化＆武装強化された機体である。主翼の12.7ミリ機銃6丁、機体後方レーダーを生かし、たえず4機菱形編隊で飛行し、攻撃する戦法で敵迎撃機と互角に戦った。

### その他
U キャリー
コミック版に登場する「海の目」の攻撃型潜水艦。Uマックに変わる次世代艦で水中最大速力50ノット、深度500メートルを確保している。
ザンベンドルフ
コミック版「新・紺碧の艦隊 須佐之男激闘編」に登場した「海の目」の攻撃型潜水艦。グ・ルーチョ博士によって紺碧艦隊に対抗するために建造された。
通常の動力と燃料電池による電磁推進機構をもち、短時間ながら凄まじい静粛性を発揮する。

## 悪夢の構図201X年
文庫版に収録された再転生後の前原達の話をベースにした地政学講義。『新・旭日』では「悪夢の構図201X年a」として連載されている。